# Friedrichsburg
Friedrichsburg era una fortezza seicentesca costruita sul territorio di quello che all'epoca era il villaggio di Mannheim.
Fu voluta dal principe elettore Federico IV del Palatinato, che la edificò nel 1606, insieme alla Rheinschanze, la testa di ponte costruita dall'altro lato del fiume Reno.
Il piano di costruzione di allora prevedeva la realizzazione di una rete stradale a forma di griglia, analoga agli accampamenti romani, una topologia che si sarebbe conservata nella struttura stradale della futura città di Mannheim.